# Łada różowica

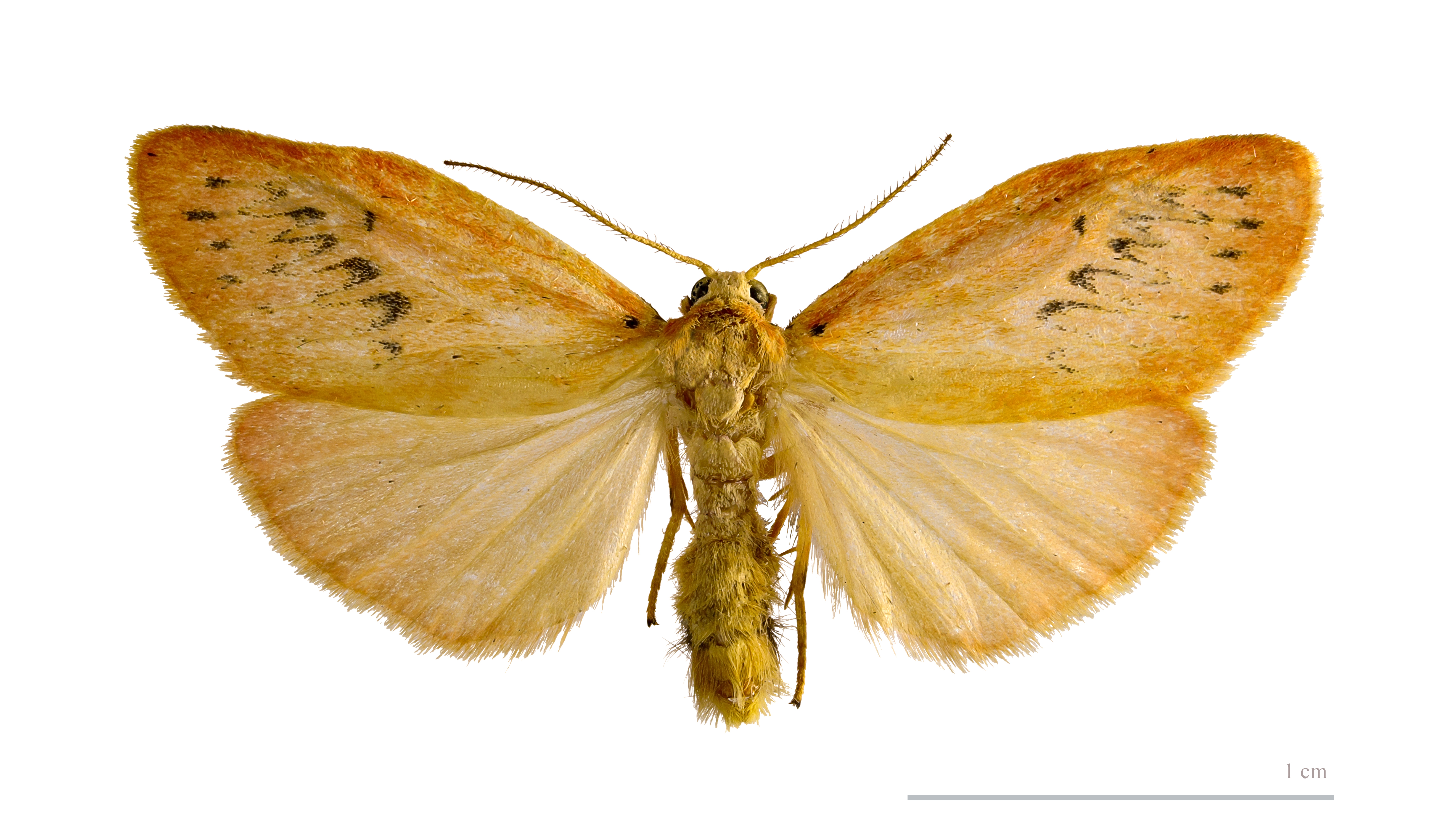
Miltochrista miniata

Łada różowica, porostnica różowa (Miltochrista miniata) – gatunek motyla z rodziny mrocznicowatych (Erebidae) i podrodziny niedźwiedziówkowatych (Arctiinae).

## Wygląd
Postać dorosła – imago
Głowa średniej wielkości. Tułów wydłużony w żółtym kolorze. Odwłok żółty składający się z segmentów, minimalnie wystający poza obręb rozłożonych tylnych skrzydeł z charakterystycznym wzorkiem z dwoma kropkami w ciemnym kolorze. Skrzydła o rozpiętości od 24 do 32 mm. Skrzydła przednie owalne z różowo-czerwoną obwódką wzdłuż zewnętrznego brzegu i rzędem czarnych owalnych plamek o niewyraźnie zaznaczonej linii obrysowej. Środkowa i tylna cześć skrzydła żółtawa. Przepaska zewnętrzna cienka, czarna, silnie zębata. Tylne skrzydła w kształcie zaokrąglonego trójkąta, żółtawe z różowym odcieniami. Czułki średniej wielkości odchylone na boki, często z końcówkami ułożonymi równolegle do korpusu. Korpus imago pokryty drobnym owłosieniem.
Postać gąsienicy
Gąsienice są polifagami. Świeżo wyklute gąsienice żerują jesienią na młodych porostach rosnących na pniach i gałęziach drzew a następnej wiosny po przezimowaniu zjadają także liście dębów, brzóz lub wiciokrzewów. Korpus gąsienicy jest ciemnobrązowy, pokryty gęstym puszystym owłosieniem.

## Biologia i ekologia
Okres lotuDorosłe motyle pojawiają się od połowy czerwca do końca sierpnia. Latają w ciągu dnia, na terenach leśnych szukając kwiatów sadźca, a w nocy przylatują do źródeł światła. Loty godowe samców odbywają się w słoneczne dni przy ciepłej i bezwietrznej pogodzie.
RozródSamice składają pod koniec lipca jaja na roślinach pokarmowych gąsienic. Gąsienice wylęgają się na początku września i zimują w glebie lub w zeschniętej ściółce i listowiu. Przepoczwarczenie następuje pod koniec wiosny.
BiotopGatunek preferujący środowiska ciepłe, wilgotne i prześwietlone, lasy liściaste, mieszane oraz zarośla.

### Rośliny żywicielskie
Jesienne: porosty.
Wiosenne: porosty, brzoza, dąb, wiciokrzew.

## Zasięg występowania
W Polsce występuje na całym obszarze kraju. Zagrożeniami dla niej są niekorzystne zmiany zachodzące w środowisku leśnym.